# 云峰寺 (浦城)
27°42′37″N 118°30′30″E / 27.71028°N 118.50833°E
云峰寺位于中国福建省浦城县水北街镇曹村西北侧约两公里的山坳中。始建于唐贞观年间，现存天王殿、大殿等建筑。大殿重修于明成化十八年（1482年），坐南朝北，重檐歇山顶，面阔三间（9.89米），进深四间（10.88米），高11.6米，占地171.94平方米，殿内保存有《云峰禅寺碑记》、《上原里云峰寺记》等碑刻。1999年被列为县级文物保护单位，2001年被列为福建省文物保护单位。2013年3月5日公布为第七批全国重点文物保护单位。